# گون‌هایم
گونهایم (به آلمانی: Gönnheim) یک شهر در آلمان است که در باد دورکهایم واقع شده‌است. گونهایم ۱٬۵۱۷ نفر جمعیت دارد.

## خواهرخوانده
شهر مارکتل خواهرخواندهٔ گونهایم هست.